# Seznam utkání Bílých Tygrů Liberec v hokejové lize mistrů

## Utkání Liberce v hokejové lize mistrů
| Utkání | Datum utkání       | Sezona    | Soutěž                | Domácí              | Výsledek | Hosté               | Třetiny               | Branky Bílí Tygři Liberec                                                                                             |
| ------ | ------------------ | --------- | --------------------- | ------------------- | -------- | ------------------- | --------------------- | --- |
| 01.    | 21. srpna 2014     | 2014/2015 | Skupina A             | Bílí Tygři Liberec  | 3 : 4    | Oulun Kärpät        | (0:2, 2:2, 1:0)       | Tomáš Filippi, Michal Bulíř, Martin Bartek                                                                            |
| 02.    | 23. srpna 2014     | 2014/2015 | Skupina A             | Kölner Haie         | 1 : 4    | Bílí Tygři Liberec  | (1:1, 0:2, 0:1)       | 2× Petr Vampola, Ondřej Vitásek, Michal Bulíř                                                                         |
| 03.    | 4. září 2014       | 2014/2015 | Skupina A             | Bílí Tygři Liberec  | 3 : 2    | HC Košice           | (1:0, 1:1, 1:1)       | Tomáš Filippi, Ondřej Vitásek, Jaroslav Vlach                                                                         |
| 04.    | 6. září 2014       | 2014/2015 | Skupina A             | HC Košice           | 4 : 3    | Bílí Tygři Liberec  | (0:1, 3:2, 1:0)       | 2× Michal Bulíř, Martin Bartek                                                                                        |
| 05.    | 24. září 2014      | 2014/2015 | Skupina A             | Bílí Tygři Liberec  | 2 : 1    | Kölner Haie         | (1:0, 1:1, 0:0)       | Petr Jelínek, Tomáš Bulík                                                                                             |
| 06.    | 8. října 2014      | 2014/2015 | Skupina A             | Oulun Kärpät        | 3 : 1    | Bílí Tygři Liberec  | (1:0, 0:0, 2:1)       | Petr Jelínek |
| 07.    | 23. srpna 2015     | 2015/2016 | Skupina D             | Bílí Tygři Liberec  | 0 : 4    | Skellefteå AIK      | (0:0, 0:1, 0:3)       | nikdo |
| 08.    | 29. srpna 2015     | 2015/2016 | Skupina D             | HK Nitra            | 0 : 9    | Bílí Tygři Liberec  | (0:5, 0:2, 0:2)       | 2× Jakub Valský, Jan Výtisk, Petr Vampola, Martin Bakoš, Petr Jelínek, Michal Bulíř, Dominik Lakatoš, Lukáš Krenželok |
| 09.    | 3. září 2015       | 2015/2016 | Skupina D             | Bílí Tygři Liberec  | 2 : 0    | HK Nitra            | (1:0, 1:0, 0:0)       | Martin Bakoš, Branko Radivojevič                                                                                      |
| 10.    | 5. září 2015       | 2015/2016 | Skupina D             | Skellefteå AIK      | 5 : 2    | Bílí Tygři Liberec  | (1:1, 3:0, 1:1)       | 2× Michal Řepík |
| 11.    | 22. září 2015      | 2015/2016 | První kolo            | Bílí Tygři Liberec  | 4 : 1    | Linköpings HC       | (4:1, 0:0, 0:0)       | 3× Michal Bulíř, Michal Řepík                                                                                         |
| 12.    | 6. října 2015      | 2015/2016 | První kolo            | Linköpings HC       | 3 : 6    | Bílí Tygři Liberec  | (0:4, 2:1, 1:1)       | 2× Michal Řepík, Michal Birner, Michal Bulíř, Petr Jelínek, Branko Radivojevič                                        |
| 13.    | 3. listopadu 2015  | 2015/2016 | Osmifinále            | Bílí Tygři Liberec  | 3 : 5    | HC Davos            | (1:3, 1:1, 1:1)       | 2× Branko Radivojevič, Michal Řepík                                                                                   |
| 14.    | 10. listopadu 2015 | 2015/2016 | Osmifinále            | HC Davos            | 4 : 3    | Bílí Tygři Liberec  | (3:1, 0:2, 1:0)       | 2× Petr Jelínek, Michal Plutnar                                                                                       |
| 15.    | 21. srpna 2016     | 2016/2017 | Skupina H             | Bílí Tygři Liberec  | 4 : 3 PP | Lørenskog IK        | (1:1,1:1,1:1-1:0)     | Jan Ordoš, Jan Stránský, Radim Šimek, Mário Bližňák - v prodloužení                                                   |
| 16.    | 26. srpna 2016     | 2016/2017 | Skupina H             | Bílí Tygři Liberec  | 1 : 2 SN | TPS Turku           | (0:1,0:0,1:0-0:0)     | Tomáš Mojžíš |
| 17.    | 2. září 2016       | 2016/2017 | Skupina H             | TPS Turku           | 3 : 1    | Bílí Tygři Liberec  | (2:0,1:1,0:0)         | Vladimír Svačina |
| 18.    | 6. září 2016       | 2016/2017 | Skupina H             | Lørenskog IK        | 1 : 2    | Bílí Tygři Liberec  | (0:1,0:1,1:0)         | 2× Vladimír Svačina                                                                                                   |
| 19.    | 4. října 2016      | 2016/2017 | První kolo            | Bílí Tygři Liberec  | 4 : 1    | Färjestad BK        | (0:1,1:2,0:1)         | 2× Milan Bartovič, Petr Jelínek, Dominik Lakatoš                                                                      |
| 20.    | 11. října 2016     | 2016/2017 | První kolo            | Färjestad BK        | 2 : 0    | Bílí Tygři Liberec  | (0:0,1:0,1:0)         | nikdo |
| 21.    | 1. listopadu 2016  | 2016/2017 | Osmifinále            | Bílí Tygři Liberec  | 1 : 0    | HC Vítkovice Ridera | (0:0, 0:0, 1:0)       | Milan Bartovič |
| 22.    | 8. listopadu 2016  | 2016/2017 | Osmifinále            | HC Vítkovice Ridera | 3 : 1 PP | Bílí Tygři Liberec  | (1:0,0:0,1:1,1:0)     | Michal Bulíř |
| 23.    | 24. srpna 2017     | 2017/2018 | Skupina E             | Bílí Tygři Liberec  | 3 : 4 PP | Växjö Lakers HC     | (0:1,3:1,0:1-0:1)     | Martin Bakoš, Jan Ordoš, Dominik Lakatoš                                                                              |
| 24.    | 26. srpna 2017     | 2017/2018 | Skupina E             | Bílí Tygři Liberec  | 5 : 2    | SC Bern             | (0:2,3:0,2:0)         | Lukáš Krenželok, Martin Bakoš, Michal Bulíř, Daniel Špaček, Milan Bartovič                                            |
| 25.    | 31. srpna 2017     | 2017/2018 | Skupina E             | Cardiff Devils      | 3 : 7    | Bílí Tygři Liberec  | (2:1,1:4,0:2)         | 3× Martin Bakoš, 2× Jan Ordoš, Jan Stránský, Filip Pyrochta                                                           |
| 26.    | 2. září 2017       | 2017/2018 | Skupina E             | Växjö Lakers HC     | 6 : 3    | Bílí Tygři Liberec  | (1:0,2:2,3:1)         | Martin Bakoš, Petr Jelínek, Kryštof Hrabík                                                                            |
| 27.    | 3. října 2017      | 2017/2018 | Skupina E             | Bílí Tygři Liberec  | 4 : 3    | HC Davos            | (0:0,2:1,2:2)         | Dominik Lakatoš, Martin Bakoš, Lukáš Jašek, Michal Bulíř                                                              |
| 28.    | 11. října 2017     | 2017/2018 | Skupina E             | HC Davos            | 3 : 2    | Bílí Tygři Liberec  | (1:1, 2:0, 0:1)       | Jakub Husa, Michal Teplý                                                                                              |
| 29.    | 31. října 2017     | 2017/2018 | Osmifinále (1 zápas)  | Bílí Tygři Liberec  | 2 : 3    | Frölunda HC         | (1:0, 0:2, 1:1)       | Martin Bakoš, Lukáš Krenželok                                                                                         |
| 30.    | 7. listopadu 2017  | 2017/2018 | Osmifinále (2 zápas)  | Frölunda HC         | 4 : 6 PP | Bílí Tygři Liberec  | (1:1, 1:0, 2:4, 0:1)  | Martin Ševc, Ladislav Šmíd, Michal Plutnar, Lukáš Vantuch, Martin Bakoš, Michal Bulíř                                 |
| 31.    | 5. prosinec 2017   | 2017/2018 | Čtvrtfinále (2 zápas) | Bílí Tygři Liberec  | 0 : 1    | ZSC Lions           | (0:0, 0:0, 0:1)       | nikdo |
| 32.    | 12. prosinec 2017  | 2017/2018 | Čtvrtfinále (2 zápas) | Bílí Tygři Liberec  | 2 : 0 SN | ZSC Lions           | (0:0, 0:0, 1:0 - 1:0) | Lukáš Krenželok, Martin Bakoš                                                                                         |
| 33.    | 9. leden 2018      | 2017/2018 | Semifinále (1 zápas)  | Bílí Tygři Liberec  | 1 : 1    | Växjö Lakers HC     | (0:0, 0:1, 1:0)       | Lukáš Jašek |
| 34.    | 16. leden 2018     | 2017/2018 | Semifinále (2 zápas)  | Växjö Lakers HC     | 6 : 1    | Bílí Tygři Liberec  | (3:0, 1:1, 2:0)       | Petr Jelínek |
| 35.    | 29. srpnna 2019    | 2019/2020 | Skupina C             | Belfast Giants      | 5 : 4    | Bílí Tygři Liberec  | (2:2, 2:1, 1:1)       | 2× Libor Hudáček, Ronald Knot, Jakub Valský                                                                           |
| 36.    | 31. srpna 2019     | 2019/2020 | Skupina C             | Luleå HF            | 4 : 1    | Bílí Tygři Liberec  | (0:0, 2:0, 2:1)       | Rostislav Marosz |
| 37.    | 5. září 2019       | 2019/2020 | Skupina C             | Bílí Tygři Liberec  | 6 : 1    | Belfast Giants      | (2:0, 2:1, 2:0)       | 2× Libor Hudáček, Petr Jelínek, Marek Zachar, Radan Lenc, Rostislav Marosz                                            |
| 38.    | 8. září 2019       | 2019/2020 | Skupina C             | Bílí Tygři Liberec  | 4 : 5 PP | Luleå HF            | (2:2, 2:2, 0:0 - 0:1) | 2× Lukáš Krenželok, Libor Hudáček, Tomáš Filippi                                                                      |
| 39.    | 8. října 2019      | 2019/2020 | Skupina C             | Augsburger Panther  | 2 : 3    | Bílí Tygři Liberec  | (1:0, 0:1, 1:1 - 0:1) | Radan Lenc, Adam Musil, rozhodující TS Rostislav Marosz                                                               |
| 40.    | 16. října 2019     | 2019/2020 | Skupina C             | Bílí Tygři Liberec  | 2 : 3    | Augsburger Panther  | (2:1, 0:1, 0:1)       | 2× Libor Hudáček |

## Celková bilance
| Bílí Tygři Liberec        | Doma / venku                       | Celkem |
| ------------------------- | ---------------------------------- | ------ |
| Vítěz Bílí Tygři Liberec  | 11× vítěz doma - 7× vítěz venku    | 18×    |
| Prohra Bílí Tygři Liberec | 10× prohra doma - 12× prohra venku | 22×    |
| Remíza                    | 0×                                 |        |
| Počet zápasů              | 40×                                |        |